# Parque regional

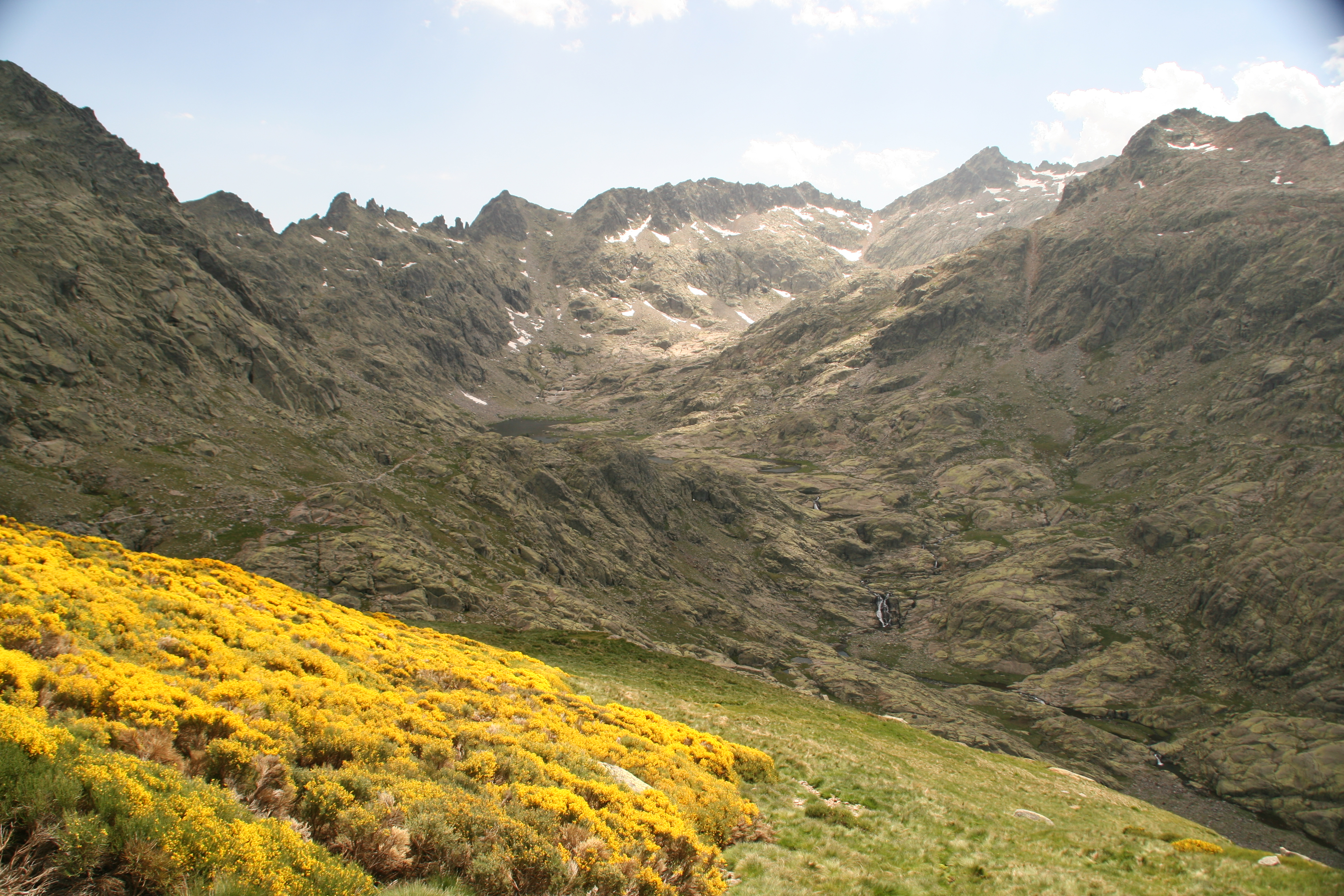
Parque regional de la Sierra de Gredos, en Castilla y León, España.

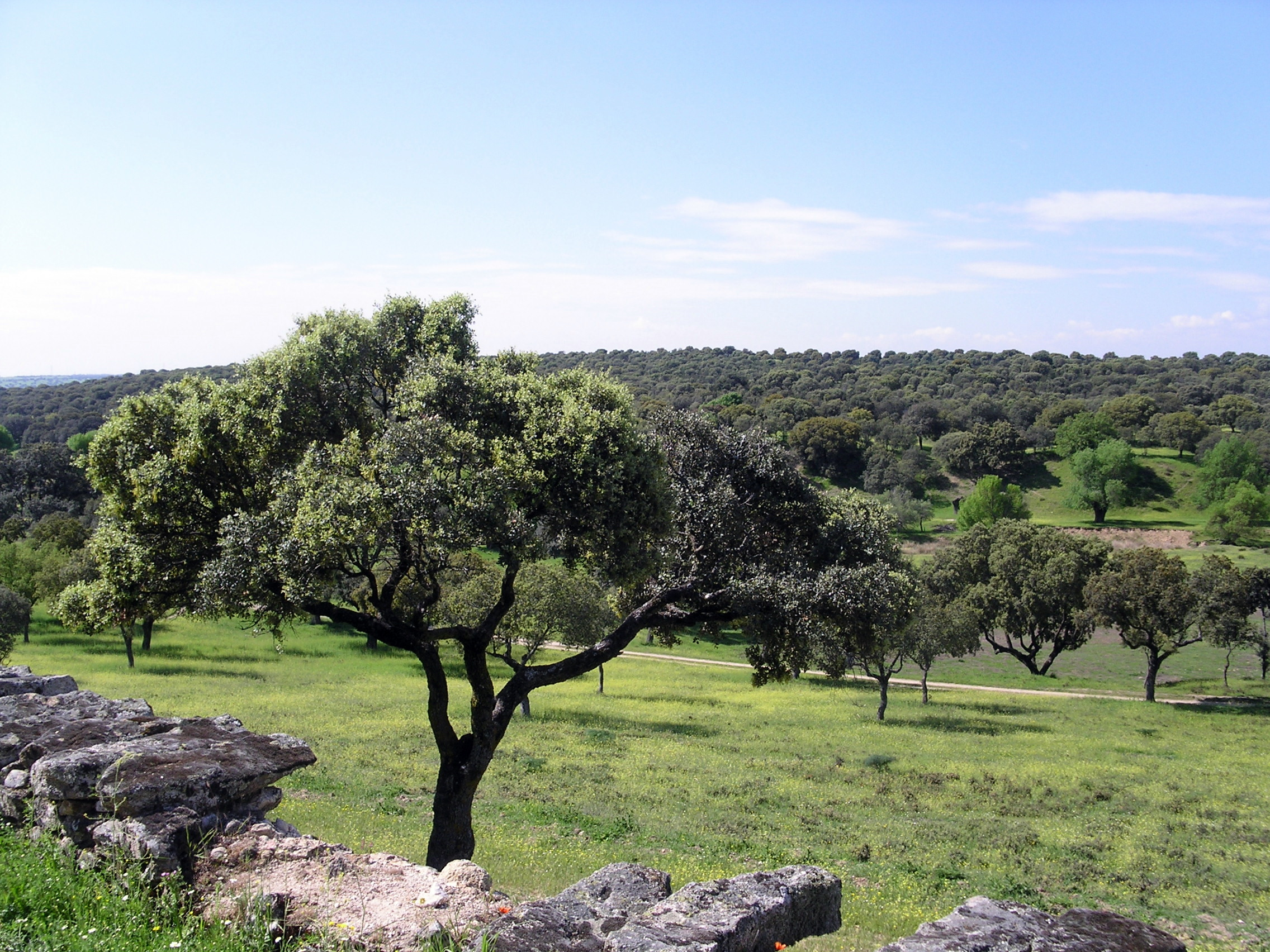
Parque regional de la Cuenca Alta del Manzanares, en la Comunidad de Madrid, España.

Un parque regional es un espacio natural protegido a nivel regional por sus valores naturales o turísticos. Son aquellas áreas en las que existen ecosistemas no sensiblemente alterados por el hombre y de máxima relevancia dentro del contexto del medio natural de la región, que hacen necesaria su protección inmediata.
Es un tipo de figura legal de protección utilizada en España, en las comunidades de Castilla y León, la Comunidad de Madrid y la Región de Murcia.